# Лосано, Деметрио
Деметрио Лосано Харке (исп. Demetrio Lozano Jarque, родился 26 сентября 1975 года в Алькала-де-Энарес) — испанский гандболист, выступавший на позиции левого полусреднего; трижды бронзовый призёр Олимпийских игр 1996, 2000 и 2008 годов, чемпион мира 2005 года.

## Биография
Начинал игровую карьеру в городе Алькала за команду «Хувентуд». В 1995 году перешёл в «Адемар Леон» и дебютировал в Лиге ASOBAL. В 1998 году перешёл в «Барселону» и с ней выиграл чемпионат Испании, также в составе каталонцев ему покорились ещё два титула чемпиона Испании (1999 и 2000), Кубок Лиги чемпионов ЕГФ и Суперкубок Европы сезона 1999/2000, Кубок Короля, Кубок ASOBAL и Суперкубок Испании. В 2001 году Лосано перешёл играть в немецкий «Киль», в составе которого выиграл чемпионат Германии в сезоне 2001/2002, а также Кубок ЕГФ в 2002 и 2004 годах. С 2004 по 2007 годы защищал цвета клуба «Портленд» из Сан-Антонио, в составе «басков» выиграл чемпионат Испании 2004/2005 и вышел в финал Лиги чемпионов 2006 года. В 2007 Лосано вернулся в Барселону, а с июня 2010 по май 2014 года выступал за «Арагон». С сезона 2014/2015 является тренером команды «Арагон». В октябре 2014 года возобновил игровую карьеру.
За сборную Испании Лосано сыграл 223 матча, выиграв с Испанией чемпионат мира в 2005 году и завоевав три бронзовые награды Олимпийских игр: 1996, 2000 и 2008. В его активе также есть серебряные медали трёх чемпионатов Европы (1996, 1998 и 2006) и бронзовая медаль чемпионата Европы 2000 года.

## Статистика
| Сезон     | Клуб  | Лига       | Матчи | Голы | 7-метр | Голы |
| --------- | ----- | ---------- | ----- | ---- | ------ | ---- |
| 2001/02   | Киль  | Бундеслига | 27    | 116  | 23     | 93   |
| 2002/03   | Киль  | Бундеслига | 5     | 11   | 0      | 11   |
| 2003/04   | Киль  | Бундеслига | 34    | 80   | 4      | 76   |
| 2001–2004 | Итого | Бундеслига | 66    | 207  | 27     | 180  |